# (452) Hamiltonia
(452) Hamiltonia est un astéroïde de la ceinture principale découvert par James Edward Keeler le 6 décembre 1899. Il est nommé d'après le mont Hamilton au sommet duquel est construit l'observatoire Lick.

## Compléments